# Vystavočnaja
Vystavočnaja (in russo Выставочная?) è una stazione della Linea Filëvskaja, la linea 4 della Metropolitana di Mosca. Aperta il 10 settembre 2005 con il nome di Delovoj Centr (in russo Деловой центр?, che significa Centro affaristico), ha cambiato il nome nell'attuale il 3 giugno 2008. 
Presenta un design high-tech, opera degli architetti Aleksandr Vigdorov, Leonid Borzenkov e Olga Farstova; rappresenta una netta rottura con le precedenti stazioni della metropolitana moscovita.
La stazione è stata costruita su due livelli, dei quali quello inferiore è occupato dalle banchine. Il piano superiore consiste di due passaggi che si estendono per tutta la piattaforma. Uno, il maggiore, è racchiuso da vetro e si estende da una parte all'altra della stazione con un grande arco. L'altro passaggio è invece aperto e dritto, e corre sopra i binari. L'area racchiusa dai due passaggi, che ha la forma di una lettera D, si estende per tutta l'altezza della stazione. Le due serie di pilastri si innalzano su due piani e sono ricoperte da acciaio inossidabile. Le mura sono invece ricoperte da pannelli in plastica bianca e da marmo marrone.
Vystavočnaja è stazione di interscambio con la Linea Kalininskaja-Solncevskaja nella nuova stazione di Delovoj Centr inaugurata nel 2014.
L'entrata della stazione è costruita nel piano inferiore del Centro Internazionale degli Affari di Mosca, presso la riva nord della Moscova.